# Zelt-Botschaft

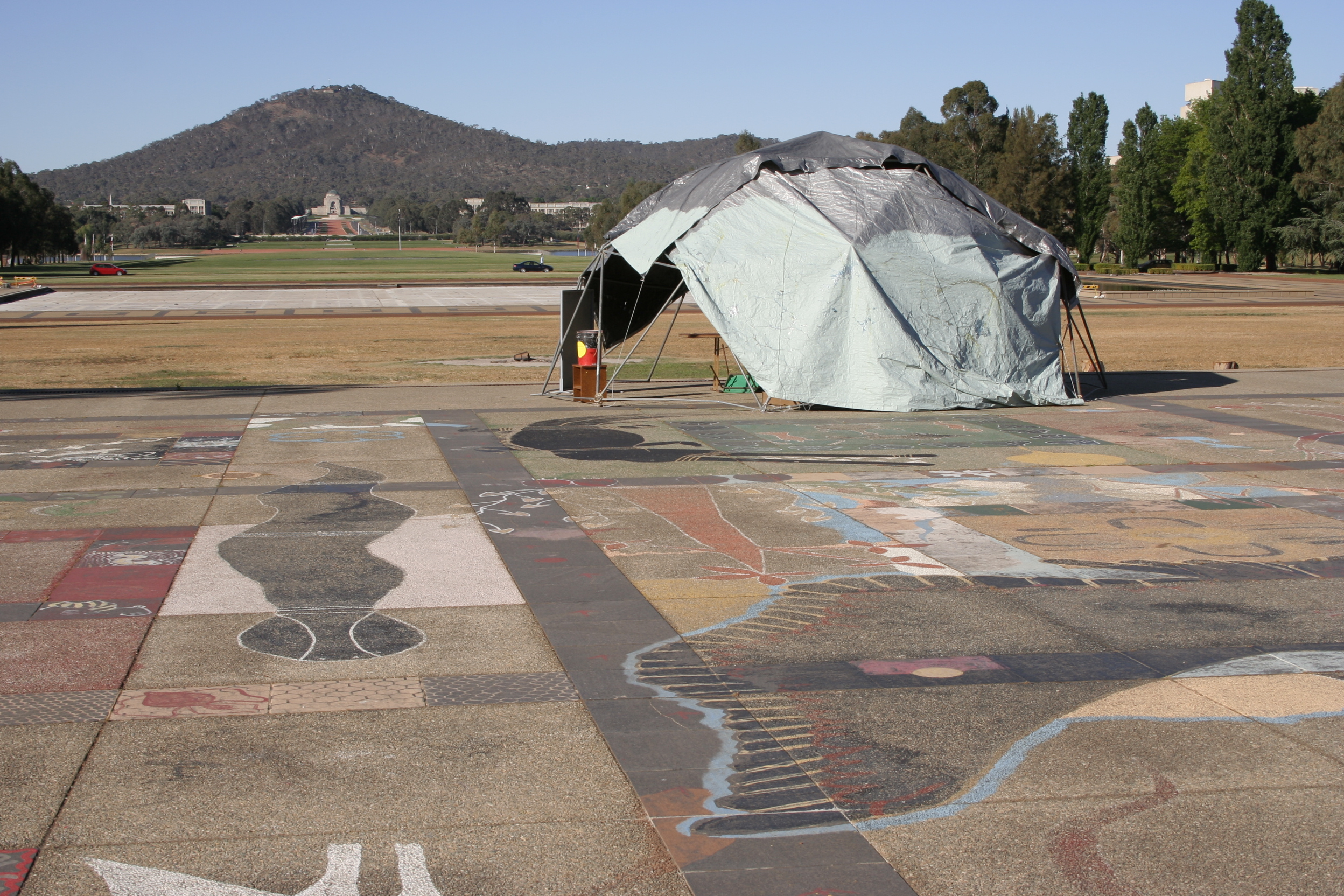
Zelt-Botschaft und Mount Ainslie

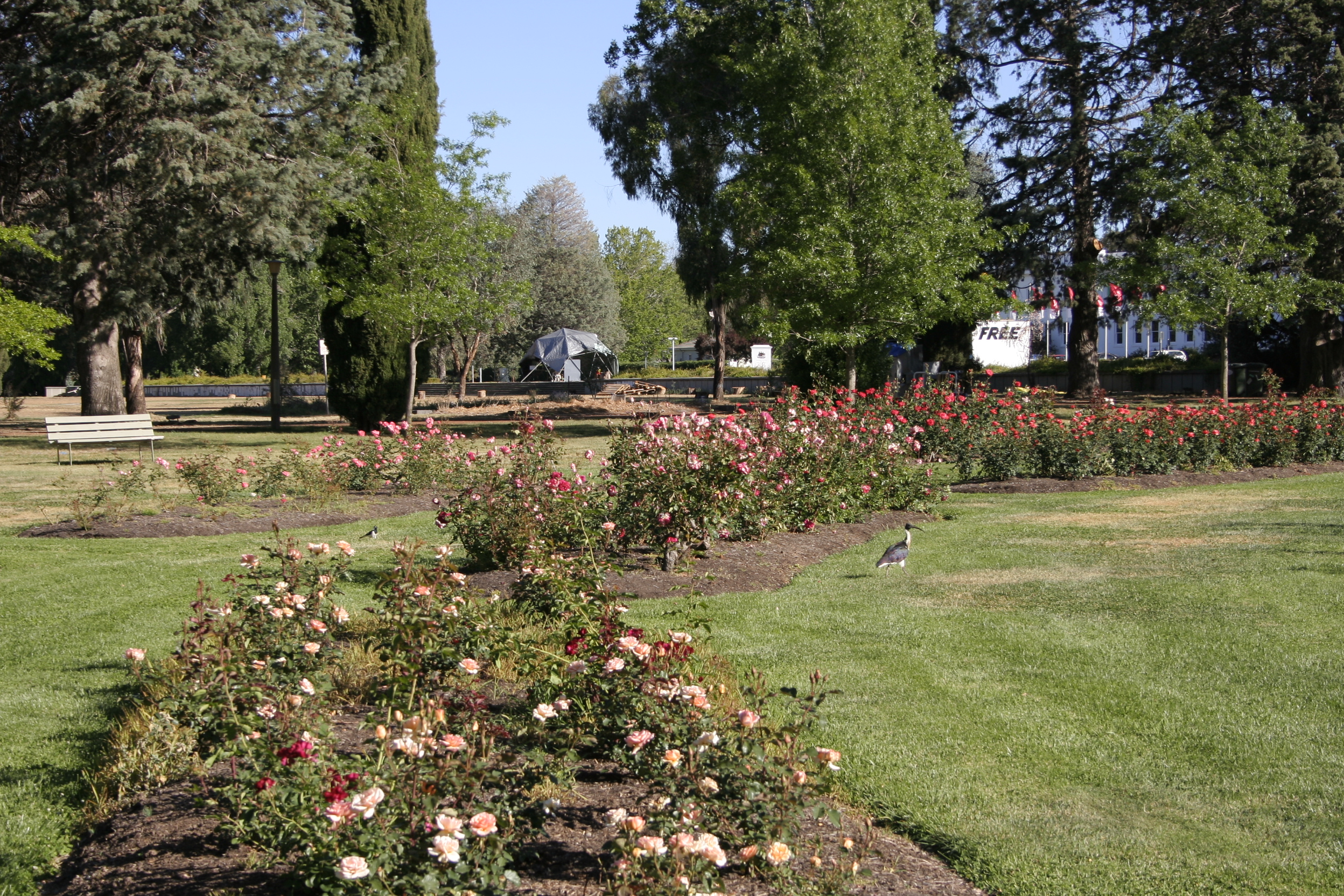
Zelt-Botschaft und im Hintergrund das Old Parliament House

Die Zelt-Botschaft (Aboriginal Tent Embassy) ist ein politisch umstrittener, halb-provisorischer Zeltbau, der dem Anspruch der indigenen Aborigines Australiens auf ihre Rechte Nachdruck verleihen soll. Das Gründungsdatum der heute so genannten Zelt-Botschaft ist der 26. Januar 1972, am jährlich stattfindenden Australia Day, als sich vier protestierende Aborigines zum Protest unter einem Sonnenschirm versammelten. Abgeleitet vom späteren Zeltbau steht der Begriff auch für einen Teil der politischen Bewegung der Aborigines, die sich in der Zelt-Botschaft mit Aktivisten, Zeichen und Zelten auf dem Rasen des Old Parliament House in Canberra, der australischen Hauptstadt, manifestiert. Von der australischen Regierung wurde diese bisher nicht als offizielle Botschaft anerkannt; sie leitete jedoch den Wandel in der Einstellung des offiziellen Australiens zu den Landrechten der Aborigines ein.

## Themen
Die Zelt-Botschaft steht für die Unabhängigkeit der Aborigines. Die Forderungen beinhalten Landrechte und Minenrechte am Land der Aborigines, rechtliche und politische Kontrolle bestimmter geheiligter Stätten; Kompensation für Land, das ihnen gestohlen worden sei. Diese Forderungen wurden von allen ehemaligen und gegenwärtigen Regierungen bisher abgewiesen.
Das Zelt wurde auch als Ort genutzt, um gegen andere Themen zu protestieren, so zum Beispiel gegen den Uranabbau in Jabiluka im Northern Territory während der 1990er Jahre. Zur Zeit setzt sich eine Gruppe Älterer, wie Neville Williams von der Zelt-Botschaft, für das traditionelle Land der Wiradjuri am Lake Cowal im Westen von New South Wales ein, um den Abbau von Gold zu verhindern.
Diese Gruppe bezeichnet sich als eine Botschaft, die die vertriebenen Völker repräsentiert, was die australische Regierung nicht akzeptiert.

## Geschichte
Am Australia Day 1972 wurde die Zelt-Botschaft errichtet, um auf die Ablehnung des Native Titles durch die Regierung unter McMahon aufmerksam zu machen und gegen den Vorschlag einer neuen Verpachtungsregel zu protestieren. Diese sah vor, Verpachtungen an Aborigines davon abhängig zu machen, ob diese die „Intention und Fähigkeit haben, vernünftige ökonomische und soziale Nutzung des Landes zu leisten“; außerdem sollten alle Rechte ausgeschlossen werden, die sie bis dahin an Land mit Mineralien und Wäldern hatten. Die Gründer der Zeltbotschaft im Jahr 1972 waren mit Unterstützung der Communist Party of Australia vier Aborigines Michael Anderson, Billy Craigie, Bertie Williams und Tony Koorie aus Redfern, die sich zum Protest unter einem Sonnenschirm in Canberra versammelt hatten.
Die Zelt-Botschaft besteht seither mit Unterbrechungen, seit 1992 kontinuierlich. Einige der Persönlichkeiten, die an der Errichtung beteiligt waren, sind: Gary Foley, Chicka Dixon, Pearl Gibbs und Paul Coe.
Im Februar 1972 präsentierte die Zelt-Botschaft eine Liste von Forderungen:
- Kontrolle des Northern Territory als einen eigenen Staat innerhalb des Commonwealth of Australia; das Parlament im Northern Territory hauptsächlich besetzt von Aborigines sowie einem gesicherten Rechtsanspruch am Land
- Rechtsanspruch und Minenrechte in allen Reservaten und Aborigine-Siedlungen in Australien
- Erhaltung aller geheiligter Stellen der Aborigines in Australien
- Rechtsanspruch und Minenrechte an Aborigine-Gebieten in und um die Landeshauptstädte
- Kompensationszahlungen für Land, das nicht zurückgegeben werden kann: Zahlung von 6 Milliarden australischen Dollars und ein jährlicher prozentualer Anteil am Bruttosozialprodukt.

Die Forderungen wurden zurückgewiesen und im Juli 1972 rückte die Polizei an, entfernte die Zelte und verhaftete acht Personen.
Im Oktober 1973 führten 70 protestierende Aborigines ein Sit-in auf den Stufen des Old Parliament House durch und bauten die Zelt-Botschaft wieder auf. Das Sit-in wurde beendet, als der Premierminister Gough Whitlam einwilligte, sich mit den Protestierenden zu treffen. Im Februar 1975 verhandelte der Aktivist Charles Perkins mit der Regierung über eine zeitweilige Entfernung der Botschaft im Falle eines Zugeständnisses der australischen Regierung bezüglich der Landrechte. Im März 1976 wurde die Botschaft der Aborigines in einem Haus im Vorort Red Hill eingerichtet, aber 1977 wieder geschlossen. Für eine kurze Zeit wurde die Botschaft als „National Aboriginal Government“ auf dem Capital Hill, der Stelle des zukünftigen neuen Parliament Houses errichtet. Am 20. Jahrestag ihrer Gründung wurde die Zelt-Botschaft auf dem Rasen des Old Parliament House aufgebaut. Obwohl sie eine andauernde Quelle der Kontroverse blieb, besteht sie seither auf dieser Stelle.
Abgesehen vom politischen Druck war die Zelt-Botschaft mehreren gewaltsamen Attacken ausgesetzt; so wurde sie mehrere Male mit Molotow-Cocktails beworfen. Es gab eine Reihe von Brandanschlägen, wovon der zerstörerischste im Juni 2003 den Verlust eines Containers zur Folge hatte, in dem sich das Archiv der Zelt-Botschaft der vergangenen 31 Jahre befand.
Trotz der Auseinandersetzungen wurde die Zelt-Botschaft 1995 beim Natural Heritage Trust als einzige Stelle gelistet, die Aborigines und Torres Strait Insulaner in ihrem politischen Kampf repräsentiert.
Als die Olympischen Sommerspiele 2000 in Sydney stattfanden, errichteten Aborigines eine zweite Zelt-Botschaft auf dem Boden der Spiele. Zeitweise gab es in den letzten Jahren auch eine Zelt-Botschaft in Victoria Park in Sydney.
Ein Symbol der Zelt-Botschaft ist das sogenannte heilige Feuer, das Frieden, Gerechtigkeit und Souveränität repräsentiert. Das heilige Feuer brennt seit 1998.

### Zelt-Botschaft in der Kunst
14 Jahre nach der Errichtung der Zelt-Botschaft, 1986, malte Robert Campbell Junior das Bild Aboriginal Embassy mit durchsichtig nackten Figuren mit einer erkennbaren Speiseröhre, die die Sichtweise der Aborigines von den Weißen mit ihrer Interessenlage symbolisiert. Er brachte damit zum Ausdruck, dass die Aborigines enteignet wurden und dass ihnen die Rechte an ihrem eigenen Land vorenthalten werden. Dieses und andere seiner Werke fanden im Jahre 1987 größere Beachtung, weil er sehr deutlich kritisch auf die herrschende Rassentrennung und die Sichtweise der Aborigines über die Weißen anspielte.
Die Zelt-Botschaft machte der politische Aktivist und Künstler Richard Bell, ein Aborigine, zu einem Gegenstand der Kunst und stellte Zelt-Botschaften seit 2013 in zahlreichen Städten wie Moskau, Jakarta, Amsterdam, New York, Sydney, Venedig, Mailand und Melbourne auf. Im Jahr 2022 war eine Zelt-Botschaft von ihm auf der documenta fifteen ausgestellt.

### Zukunft der Zelt-Botschaft
Im August 2005 kündigte die australische Bundesregierung an, die Zelt-Botschaft zu überprüfen. Sie berieten sich mit den Gemeinschaften der Aborigines in ganz Australien, um herauszufinden, welche Form die Botschaft in Zukunft haben solle. Der Vorsitzende der Gruppe „Mutual Mediations“ war Minister Jim Lloyd, andere Mitglieder waren Ältere der Aborigines aus ganz Australien. Professionelle Mediatoren wie Callum Campbell und Tom Stodulka wurden einbezogen, um im Prozess Ansichten zum Thema zu erhalten, zu fördern und indigene wie auch nicht-indigene Australier zu beraten. Im Dezember 2005 veröffentlichte Jim Lloyd eine Pressemitteilung; demnach wird in der Botschaft niemand wohnen und das Zelt durch eine dauerhafte Struktur ersetzt werden. Ein Zeichen No Camping wurde errichtet, und der Minister Lloyd sagte zu, dass keine Bewohner gegen ihren Willen entfernt würden.
Die Botschaft besteht weiterhin. Von dort aus wird das alljährliche Corroboree for Sovereignty, das seinen Ursprung in einem traditionellen Treffen der Aborigines im Nordwesten Australiens hat, geplant. Es findet am Australia Day am 26. Januar statt, ein Tag, der unter Aborigines auch „Invasion Day“ oder „Survival Day“ genannt wird.
Die Zelt-Botschaft gilt inzwischen als der längste anhaltende Protest indigener Völker weltweit und jährte sich am 26. Januar 2022 zum 50sten Mal. Als der Protest im 1972 begann, erreichte er seinen Höhepunkt.

## Bewegung „Aboriginal Tent Embassy“
Am 26. Januar 2012 wurde das 40-jährige Bestehen der Zelt-Botschaft gefeiert und im Nachgang hierzu errichteten an mehreren Orten verschiedene regionale Aborigines-Stämme Australiens weitere Zelt-Botschaften. Dadurch sollte das Streben nach einer eigenen Nation der Aborigines unterstützt werden, das der letzte lebende Gründer der ersten Zeltbotschaft Michael Ghillar Anderson als Führer dieser Bewegung anstrebt. Die regionalen Zeltbotschaften sind nicht andauernd besetzt. Nachfolgend werden die Orte und der Zeitpunkt des Entstehens der regionalen Zelt-Botschaften in Australien genannt:
- Brisbane, Queensland (13. März 2012)
- Cowra, New South Wales (27. Mai 2012)
- James Price Point, Western Australia (14. September 2011)
- Moree, New South Wales (12. April 2012)
- Perth (auf Heirisson Island), Western Australia (12. Februar 2012 und erneut errichtet im Februar 2015)
- Port Augusta, South Australia (15. August 2012)
- Portland, Victoria (8. Februar 2012)
- Redfern, ein Stadtteil von Sydney, New South Wales (Mai 2014)
- Sandon Point, New South Wales (Dezember 2000)
- Swan Valley, Western Australia (19. Mai 2012)
- Woomera, Queensland (16. Mai 2012)[11]